# Emanuel Löffler
Emanuel Löffler (Mezíříčko, Àustria-Hongria 1901 - Praga, Txecoslovàquia 1986) fou un gimnasta txec, guanyador de tres medalles olímpiques.

## Biografia
Va néixer el 29 de desembre de 1901 a la ciutat de Mezíříčko, població situada a la Regió de Vysočina, que en aquells moments formava part de l'Àustria-Hongria i que avui dia forma part de la República Txeca. Va morir el 5 d'agost de 1986 a la ciutat de Praga, en aquells moments capital de Txecoslovàquia i avui dia capital de la República Txeca.

## Carrera esportiva
Va participar, als 26 anys, en els Jocs Olímpics d'Estiu de 1928 realitzats a Amsterdam (Països Baixos), on va aconseguir guanyar la medalla de plata en la prova individual de salt sobre cavall i en la prova de concurs complet per equips, a més de la medalla de bronze en la prova d'anelles.
Absent dels Jocs Olímpics d'estiu de 1932 realitzats a Los Angeles (Estats Units), participà en els Jocs Olímpics d'Estiu de 1936 realitzats a Berlín (Alemanya nazi), si bé no tingué sort i finalitzà quart en la prova de concurs complet per equips com a millor resultat.
Al llarg de la seva carrera guanyà set medalles en el Campionat del Món de gimnàstica artística, entre elles dues medalles d'or.